# Liquid Tension Experiment (album)
| Recensione | Giudizio |
| ---------- | -------- |
| AllMusic   |          |

Liquid Tension Experiment è il primo album in studio del supergruppo statunitense omonimo, pubblicato il 10 marzo 1998 dalla Magna Carta Records.

## Descrizione
Come testimoniato dalle note interne del libretto allegato all'album, la fase di registrazione è iniziata il 20 settembre 1997 per concludersi il 25 dello stesso mese. La scelta di realizzare 74 minuti di musica in soli 6 giorni fu dettata sia dall'eclettismo dei vari partecipanti al progetto che dai loro impegni in altri gruppi.
Il brano Chris and Kevin Excellent Adventure risulta essere l'unico brano non completamente strumentale: la melodia principale è infatti eseguita dal batterista Mike Portnoy con un fischio, alternato a delle esclamazioni come "excellent!". Erroneamente si è pensato che il titolo facesse riferimento a Chris Collins e Kevin Moore, ex componenti dei Dream Theater: in realtà questi erano i nomi con cui il fotografo si rivolgeva a Portnoy e al bassista Tony Levin, chiamandoli rispettivamente Chris e Kevin. Da questo episodio Portnoy avrebbe suggerito il titolo per il loro duetto.
Three Minute Warning, diviso per questioni di praticità in cinque tracce, è una jam session di oltre 28 minuti interamente improvvisata dal gruppo. Il titolo deriva da un avvertimento lanciato da Levin verso i restanti componenti del gruppo: il bassista infatti preferiva suonare e improvvisare e, durante una sessione di scrittura dei brani, disse «Guardate. Senza offesa, ma se entro tre minuti non iniziamo una jam session, io me ne vado. Ci vediamo domani. Potete continuare a scrivere.» A tal punto gli altri musicisti misero da parte il brano che stavano scrivendo e iniziarono a registrare ciò che sarebbe divenuto l'ultimo brano dell'album. Portnoy, attraverso un disclaimer presente nel retrocopertina dell'album, avverte gli ascoltatori più esigenti e i critici musicali che quel brano è una jam, pertanto li invita a fermarsi al brano precedente.

## Tracce
Musiche dei Liquid Tension Experiment.
1. Paradigm Shift – 8:54
2. Osmosis – 3:26
3. Kindred Spirits – 6:29
4. The Stretch – 2:00
5. Freedom of Speech – 9:19
6. Chris and Kevin's Excellent Adventure – 2:21
7. State of Grace – 5:01
8. Universal Mind – 7:53
9. Three Minute Warning (Part 1) – 8:20
10. Three Minute Warning (Part 2) – 4:02
11. Three Minute Warning (Part 3) – 5:18
12. Three Minute Warning (Part 4) – 4:20
13. Three Minute Warning (Part 5) – 6:31

## Formazione
Gruppo
- Tony Levin – basso, Chapman Stick, contrabbasso elettrico
- John Petrucci – chitarra
- Mike Portnoy – batteria
- Jordan Rudess – tastiera

Produzione
- Liquid Tension Experiment – produzione
- Paul Orofino – ingegneria del suono
- Kosaku Nakamura – assistenza ingegneria del suono
- Kevin "Caveman" Shirley – missaggio
- Rich Alvy – assistenza missaggio
- Leon Zervos – mastering